# Adenauerplatz
Adenauerplatz è una piazza di Berlino, nel quartiere di Charlottenburg.

## Storia
Nata in seguito all'apertura della Lewishamstraße, venne battezzata in onore dello statista Konrad Adenauer nel 1973.

## Monumenti e luoghi d'interesse
La piazza è ornata dalla scultura «Säule in der Brandung», opera del 1974 di Brigitte e Martin Matschinsky-Denninghoff, e dalla statua di Konrad Adenauer, opera del 2005 di Helga Tiemann.

## Trasporti
La piazza è servita dall'omonima stazione della metropolitana.